# Armia (album)
Armia (Antiarmia) – pierwszy długogrający album grupy muzycznej Armia grającej punk rock. Wydany został po raz pierwszy w 1988. Materiał został nagrany w 1987 roku. Album doczekał się trzech reedycji, ostatniej w 2009 przez Metal Mind Productions.

## Lista utworów

### WydanieMetal Mind Productions(2005)
1. „Na ulice”
2. „Jestem drzewo, jestem ptak”
3. „Jeżeli...”
4. „Aguirre”
5. „Trzy znaki”
6. „Saluto”
7. „Intro 87”
8. „Hej szara wiara”
9. „Wojny bez łez”
10. „Wołanie o pomoc”
11. „W niczyjej sprawie”
12. „Nigdzie teraz tutaj”
13. „Wiatr wieje tam gdzie chce”
14. „Obok historii” (inna nazwa utworu „Święto rewolucji”)
15. „Sędziowie”
16. „Nic już nie przeszkodzi”
17. „Śiódmy”
18. „Niewidzialna armia I”
19. „Niewidzialna armia II”
20. „Zostaw to 87”
21. „Bombadil w locie”
22. „Okna”

### WydanieArs Mundi(1999)
1. „Na ulice”
2. „Jestem drzewo, jestem ptak”
3. „Jeżeli...”
4. „Aguirre”
5. „Trzy znaki”
6. „Saluto”
7. „Intro”
8. „Hejszarawiara”
9. „Wojny bez łez”
10. „Wołanie o pomoc”
11. „W niczyjej sprawie”
12. „Nigdzie, teraz, tutaj”
13. „Wiatr wieje tam gdzie chce”
14. „Święto rewolucji”
15. „Sędziowie”
16. „Nic już nie przeszkodzi”
17. „Śiódmy”
18. „Niewidzialna armia I”
19. „Niewidzialna armia II”
20. „Zostaw to”
21. „Bombadil w locie”
22. „She is a punk rocker”
23. „YYZZ”

### I wydaniePronit(1988)

#### Strona A
1. „Intro ’87” (Armia)
2. „Hej szara wiara” (Armia – T. Budzyński)
3. „Wojny bez łez” (Armia – T. Budzyński)
4. „Wołanie o pomoc” (Armia – T. Budzyński)
5. „W niczyjej sprawie” (Armia – T. Budzyński)
6. „Nigdzie teraz tutaj” (Armia – T. Budzyński)
7. „Wiatr wieje tam gdzie chce” (Armia)
8. „Bombadil w locie” (Armia – T. Budzyński)
9. „Obok historii” (Armia – T. Budzyński)

#### Strona B
1. „Sędziowie” (Armia – T. Budzyński)
2. „Nic już nie przeszkodzi” (Armia – T. Budzyński)
3. „Siódmy” (Armia – T. Budzyński)
4. „Niewidzialna armia” (Armia – T. Budzyński)
5. „Niewidzialna armia II” (Armia)
6. „Zostaw to ’87” (Armia – T. Budzyński)

## Twórcy
- Tomasz „Tom” Budzyński – wokal (wszystkie utwory)
- Robert „Afa” Brylewski – gitara (utwory 1-21)
- Dariusz „Popkorn” Popowicz – gitara (utwory 22-23 na edycji Ars Mundi)
- Paweł Klimczak – gitara (utwory 22-23 na edycji Ars Mundi)
- Tomasz „Gogo Szulc” Kożuchowski – bębny (utwory 7-11)
- Piotr „Stopa” Żyżelewicz – bębny (utwór 1)
- Janusz Rołt – bębny (utwory 1-6)
- Beata Kozak – bębny (utwory 22-23 na edycji Ars Mundi)
- Aleksander „Alik” Dziki – gitara basowa (utwory 1-3)
- Tomasz „Żwirek” Żmijewski – gitara basowa (utwory 4-21)
- dr Kmieta – gitara basowa (utwory 22-23 na edycji Ars Mundi)
- Krzysztof „Banan” Banasik – waltornia, klawisze, wokal (utwory 7-23)
- Piotr „Sam” Subotkiewicz – flet (utwory 4-21)
- Sławomir „Merlin” Gołaszewski – saksofon (utwory 1-21)
- Wojciech Konikiewicz – klawisze (utwory 1-6)